# Національна партія
Національна партія (Міллій Фирк'а, МФ, крим. Milliy Fırqa, ملی فرقا‎) також Татарська партія;— кримськотатарська національна політична партія, закладена під час Першої світової війни, брала активну участь у створенні Кримської Народної Республіки.

## Історія
Створена в липні 1917 року національною інтелігенцією як «Татарська партія». Назву «Міллій Фирк'а» партія отримала 1919 року і під цією назвою відома в літературі. Провідне значення в її створенні мали Номан Челебіджіхан і Джафер Сейдамет. Програма партії була ухвалена в листопаді 1917 і орієнтувалася на створення культурно-національної автономії. Позаяк, редактор центрального друкувального органу партії Асан Сабрі Айвазов писав, що існувала також і неофіційна програма, зорієнтована на існування незалежної республіки під протекторатом європейських держав. Незабаром після створення партії відбувся розкол, і з'явилися дві групи: поміркована й радикальна, за ідеологічними поглядами близька до більшовиків. Після закріплення в Криму Радянської влади Національна партія була заборонена й перейшла до нелегального стану.

## Початки
З квітня 1917 року майже всі справи кримських татар перейшли до компетенції Мусвиконкому. Центральними органами стали: «Міллєт» («Нація», редактор А. С. Айвазов, виходила з 27 червня 1917), тижневик «Голос татар» (редактори Боданінський Алі Абдурефійович та Х. Чапчакчі, виходила з 22 липня). Керівництво Мусвиконкому сприяло офіційному створенню Національної партії: Міллі Фирк'а. До першого складу ЦК партії увійшли: Номан Челебіджіхан, Джафер Сейдамет Киример, А. С. Айвазов, С. Хаттатов (Хаттат), А. Озенбашли, Дж. Аблаєв, А. Хільмі (Ільмі).
Своїм завданням Міллі Фирк'а вважала: створення автономної Кримської держави зі збереженням ладу між етнічними групами. Влітку 1917 року, з дозволу О. Керенського, партія почала організовувати власні татарські національні військові формування, так звані ескадрони.
В липні 1917 року до Києва Мусвиконкомом та партією Міллі Фирк'а послано делегацію: врегулювати відносини з ЦР. Делегація подала доповідну записку, в якій висловлювалося прохання про підтримку прагнення встановлення на півострові автономії й побажання про територіальне приєднання Криму до України. Центральній Раді також представлена доповідна записка про створення на півострові мусульманського війська. Обговоривши пропозиції мусульман щодо автономії, Генеральний секретаріат визнав за небажане порушувати це питання перед центральним урядом до вирішення питання про подальшу долю територіальної автономії для України.
8—15 вересня у Києві пройшов З'їзд поневолених народів, участь взяла делегація кримських татар. Серед делегатів: Д. Сейдамет, Номан Челебіджіхан, А. Озенбашли. Прийнято рішення про створення в Криму національно-персональної автономії. В резолюції: «Кожен із народів, що населяють Росію, має право на національно-персональну автономію… Обсяг управління, а також і певні форми внутрішньої організації визначаються Національними Установчими Зборами певного народу, скликаними на основі вселюдного, рівного, безпосереднього, таємного, пропорційного і без різниці статі голосування». Згідно з резолюцією, вирішення подальшої долі Криму належало винятково мешканцям півострова. Глава кримськотатарської делегації Номан Челебіджіхан: «керівництво Центральної Ради вирішило надати кримському уряду повну свободу дій». Д. Сейдамет зазначав: «Устрій в країні повністю відповідає нашим інтересам. Та постало питання про кордони. Ми визнали необхідним запитати у Ради: чи входить Крим у межі вашої територіальної автономії? З цією метою було направлено до Києва делегацію, котрій доручили привітати Раду з Україною з тим, щоби Рада в свою чергу привітала нас з Кримом… Заява українців: „Ми вітаємо вас з Кримом тому, що бачимо там життєздатні сили, — то ми поки цим задовольнились“».
7 (20) листопада 1917 року Центральна Рада прийняла 3-й Універсал, що ним проголосила створення Української Народної Республіки. В документі зазначалося: «До території Української Народної Республіки належать землі, заселені в більшості українцями: Київщина, Поділля, Волинь, Чернігівщина, Полтавщина, Харківщина, Катеринославщина, Херсонщина, Таврія (без Криму)». Центральна Рада обрала єдино можливий спосіб встановлення земель, що повинні перебувати у складі української держави: переважання українців. До складу України повинні були ввійти території лише тих губерній, де українці становили більшість населення. Згідно з переписом 1897 року, більшість мешканців-українців була виявлена на материковій частині Таврійської губернії. На півострові українців було 11,8 % від загальної кількості населення.

## Кримська Народна Республіка
Міллі Фирк'а не визнала жовтневого перевороту. Її члени вважали за потрібне створити на території Кримського півострова вільну від більшовицького впливу демократичну республіку.
3 листопада Міллі-Фірка висунула власне гасло: «Крим — для кримців», тобто мешканців Кримського півострова.
26 листопада в Бахчисараї розпочали роботу Установчі збори кримськотатарського народу — К'урултай.
12 грудня Курултай проголосив про створення Кримської Народної Республіки, прийняв її конституцію та оголосив себе до скликання Всекримських Установчих зборів Кримським національним парламентом. Національний уряд: голова ради — Ч. Челебієв, в складі — Д. Сейдамет, А. Шукрі, А. Озенбашли, С.-Д. Хаттатов. Усі вони були активістами партії Міллі Фирк'а. Цей уряд одразу ж визнали як Рада народних представників, так і керівництво Центральної Ради. Проіснував до січня 1918 року, коли Крим захопили більшовики.
Під репресії нової кримської влади підпали всі органи влади в яких нові володарі не мали переважної більшості, — як старі, так і відносно нові. 17 січня 1918 воєнно-революційний комітет Сімферополя видав декрет (за підписом Ж. Міллера) — кримський Курултай та Рада народних представників оголошувалися розпущеними. Були розпущені численні партії Криму (від кадетів до Міллі Фирк'а), закриті їхні газети.
22 лютого 1918 після повного захоплення влади більшовики стратили всіх, хто потрапив до них у полон. Серед багатьох інших, був вбитий перший демократично обраний муфтій Криму Номан Челебіджіхан.

## Німецька влада
Після падіння більшовицького уряду активісти «Міллі Фирк'а» висунули вимогу створення на півострові власної держави. 8 травня в Сімферополі відновилися засідання Курултаю, котрий в той час був визнаний німцями як верховна влада Криму.
Наприкінці 1918 — на початку 1919 в «Міллі Фирк'а» відбувся розкол. Лозунг Добровольчої армії про «єдину та неподільну» державу ішов всупереч її планам та бажанням. Однак, обіцянки більшовиків про майбутнє півострова виглядали привабливими. Врешті стався вихід значної частки членів «Міллі Фирк'а» (А. Боданінський, І. Арабський, У. Боданінський, Ідрісов Сулейман, В. Ібраїмов, У. Ібраїмов, С. Меметов) із складу Курултаю. Через якийсь час вони вступили до більшовицької
партії як мусульманська секція.

## Кримська АРСР 1919
Єдиною партією не більшовицької спрямованості, котру більшовики в весні-літі 1919 не заборонили, була кримськотатарська «Міллі Фирк'а». Отримала офіційний дозвіл на легалізацію та випуск власної газети «Єн'и Дун'я». Пояснювалося це змінами у ставленні більшовиків до національної політики та їх намаганням використати національні сили півострова для зміцнення своєї влади. В свою чергу, прихильність «Міллі Фирк'а» до більшовиків була викликана тим, що її члени повірили гучним заявам нової влади щодо можливості відтворення кримської держави.

## Добровольчий Крим
Серпнем 1919 року найбільш впливових діячів «Міллі Фирк'а» було заарештовано. За ґратами опинилися А. Озенбашли, С. Хаттатов, А. Боданінський, Х. Чапчакчі, А. Хільмі, М. Бадраклі, С. Кезлеві. Ці дії білогвардійського керівництва призвели до того, що вже наприкінці 1919 кримськотатарський національний рух примкнув до ворожих Білому руху сил.
Врангель намагався встановити дружні відносини з кримськотатарським рухом. Літом 1920 було відновлено випуск забороненої при Денікіні газети «Міллєт», з'явилася газета «Голос кримських мусульман», припинилися арешти активістів «Міллі Фирк'а». Однак, при всьому цьому, Врангель рішуче відмовився виконати вимогу кримських татар щодо відновлення їх незалежної держави. Виходячи з волі Головнокомандуючого законопроєкт про самоуправління кримців так ніколи й не був схвалений урядом Півдня Росії.

## Радянський Крим 1920
25 листопада 1920 до Кримревкому звернулися члени ЦК Міллі Фирк'а (Чобан-Заде, Чапчакчі, Б. Одобаш, С.-У. Таракчієв, Осман Муєдінов, Ф.-А. Абдураман) на чолі з головою ЦК С. Хаттатовим. У записці зазначалося: «зараз йде протистояння європейському імперіалізму двох сил — радянської Росії і поневоленого мусульманського світу». Звідси, на їх думку, радянська Росія «є першим вірним і природним другом та союзником пригнобленого мусульманства». Разом з тим Міллі Фирк'а вважала, що між цими двома силами є розбіжність — «не в принципах, а лише в часі, місці та засобах здійснення комуністичного» ідеалу, тому що «побут, особливості, психологія і традиції мусульман» несумісні з диктатурою пролетаріату. Кримревком передав записку в обласний комітет РКП(б). Вона була розглянута 30 листопада 1920: «1) Про Міллі-фірке: 1) Резолюцію (прийняти), що відхиляє угоду з групою в цілому як шкідливим і непотрібним пережитком. 2) Почати кампанію проти „Міллі-фірке“ усною і письмовою агітацією. 3) Видати брошуру, спрямовану проти „Міллі-фірке“. Доручити написати її тов. Фірдевсу». Це означало цілковиту заборону партії.